# Alcis quadrifera
Alcis quadrifera är en fjärilsart som beskrevs av Walker 1866. Alcis quadrifera ingår i släktet Alcis och familjen mätare. Inga underarter finns listade i Catalogue of Life.